# Банналек
Баннале́к (фр. Bannalec) — коммуна на северо-западе Франции, находится в регионе Бретань, департамент Финистер, округ Кемпер, кантон Моэлан-сюр-Мер. Расположена в 33 км к востоку от Кемпера и в 82 км к западу от Ванна, в 6 км от национальной автомагистрали N165. На территории коммуны находится железнодорожная станция Банналек линии Савене-Ландерно.
Население (2019) — 5 668 человек.

## История
История Банналека неразрывно связана с семьей де Кимерш, владевшей замком в Банналеке и землями в его окрестностях. В 1420 году герцог Иоанн V возвел сеньора де Кимерш в баронство за услуги, оказанные им во время мятежа Маргариты де Клиссон и ее сыновей.
Во время Религиизных войн под стенами Банналека произошло сражение королевских войск под командованием Себастьяна де Ромадека и армией Лиги. Мишель де Тинтеньяк, барон де Кимерш, не дал убежища ни одной из сторон, закрыв ворота своего замка и оставаясь наблюдателем этой схватки.
В 1675 году Банналек поддержал Восстание гербовой бумаги и, несмотря на заступничество Рене III де Тинтеньяка,  колокола приходской церкви были спущены в качестве наказания.

## Достопримечательности
- Приходская церковь Нотр-Дам XVIII века
- Часовни Вероника, Святого Жака и Святого Кадока XVII века
- Развалины феодального замка сеньоров де Кимерш

## Экономика
Структура занятости населения:
- сельское хозяйство — 7,2 %
- промышленность — 26,5 %
- строительство — 9,1 %
- торговля, транспорт и сфера услуг — 32,5 %
- государственные и муниципальные службы — 24,8 %

Уровень безработицы (2018) — 10,6 % (Франция в целом —  13,4 %, департамент Финистер — 12,1 %). 

Среднегодовой доход на 1 человека, евро (2018) — 20 910 (Франция в целом — 21 730, департамент Финистер — 21 970).
В 2007 году среди 3163 человек в трудоспособном возрасте (15-64 лет) 2310 были активные, 853 — неактивные (показатель активности 73,0 %, в 1999 году было 68,6 %). С 2310 активных работали 2063 человека (1110 мужчин и 953 женщины), безработных было 247 (114 человек и 133 женщины). Среди 853 неактивных 255 человек было учениками или студентами, 338 — пенсионерами, 260 были неактивными по другим причинам.
В 2008 году в муниципалитете числилось 2361 налогооблагаемых домохозяйств в которых проживали 5463,5 лица, медиана доходов выносила 16 464 евро на одного потребителя.

## Демография
Динамика численности населения, чел.

## Администрация
Пост мэра Банналека с 2020 года занимает Кристоф Ле Ру (Christophe Le Roux).  На муниципальных выборах 2020 года возглавляемый им левый список был единственным.
| Период | Период | Фамилия       | Партия                                                             | Примечания                                    |
| ------ | ------ | ------------- | ------------------------------------------------------------------ | --------------------------------------------- |
| 1959   | 1987   | Пьер Боэдек   | Французская секция Рабочего интернационала Социалистическая партия | фермер, затем страховой агент                 |
| 1987   | 2008   | Ивон Ле Бри   | Социалистическая партия                                            | фермер, член Генерального совета департамента |
| 2008   | 2020   | Ив Андре      | Социалистическая партия                                            | член Генерального совета департамента         |
| 2020   |        | Кристоф Ле Ру | Разные левые                                                       | научный сотрудник                             |

## Города-побратимы
- Каслайленд, Ирландия

## Галерея

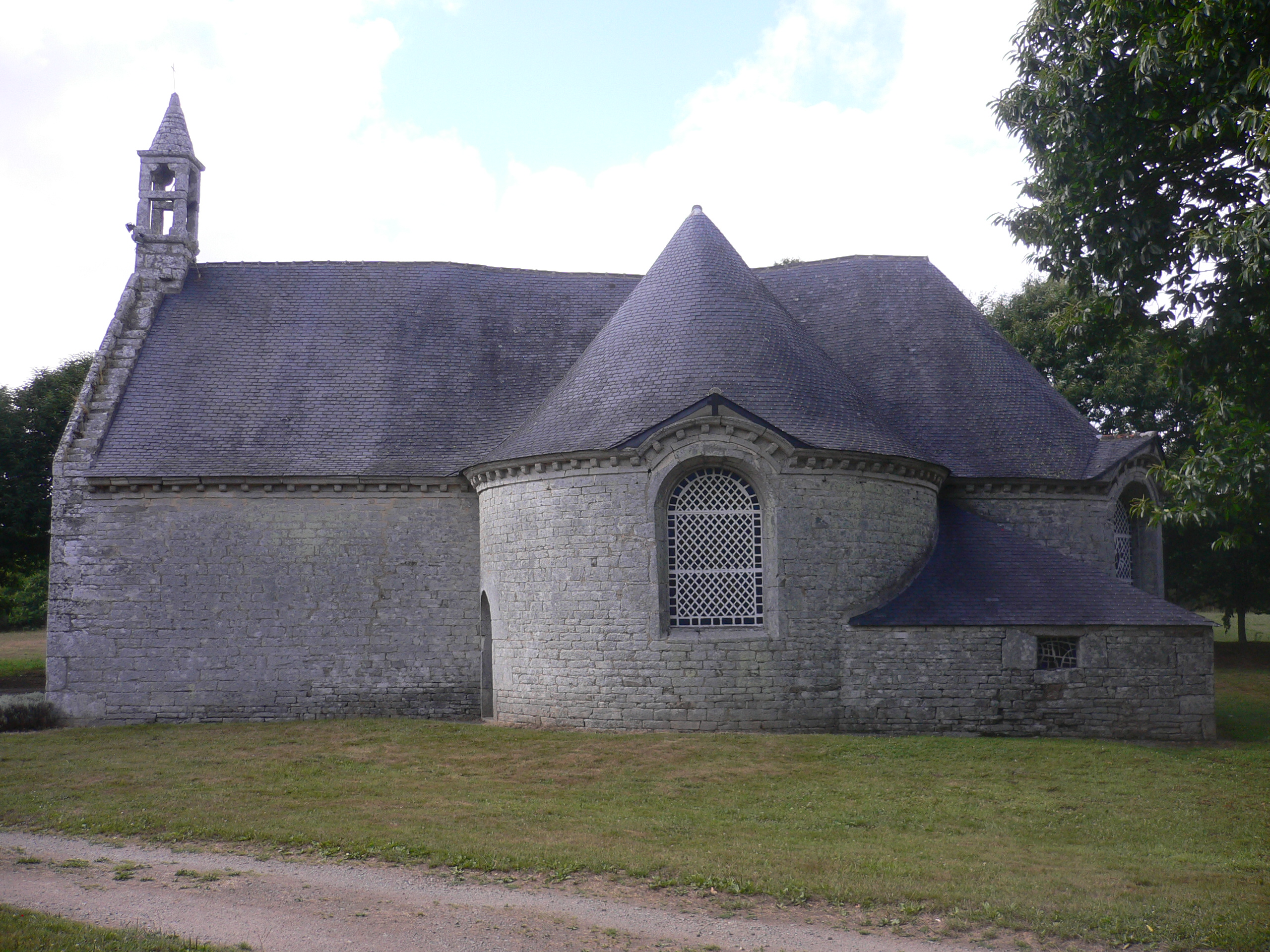
Часовня Святого Кадо
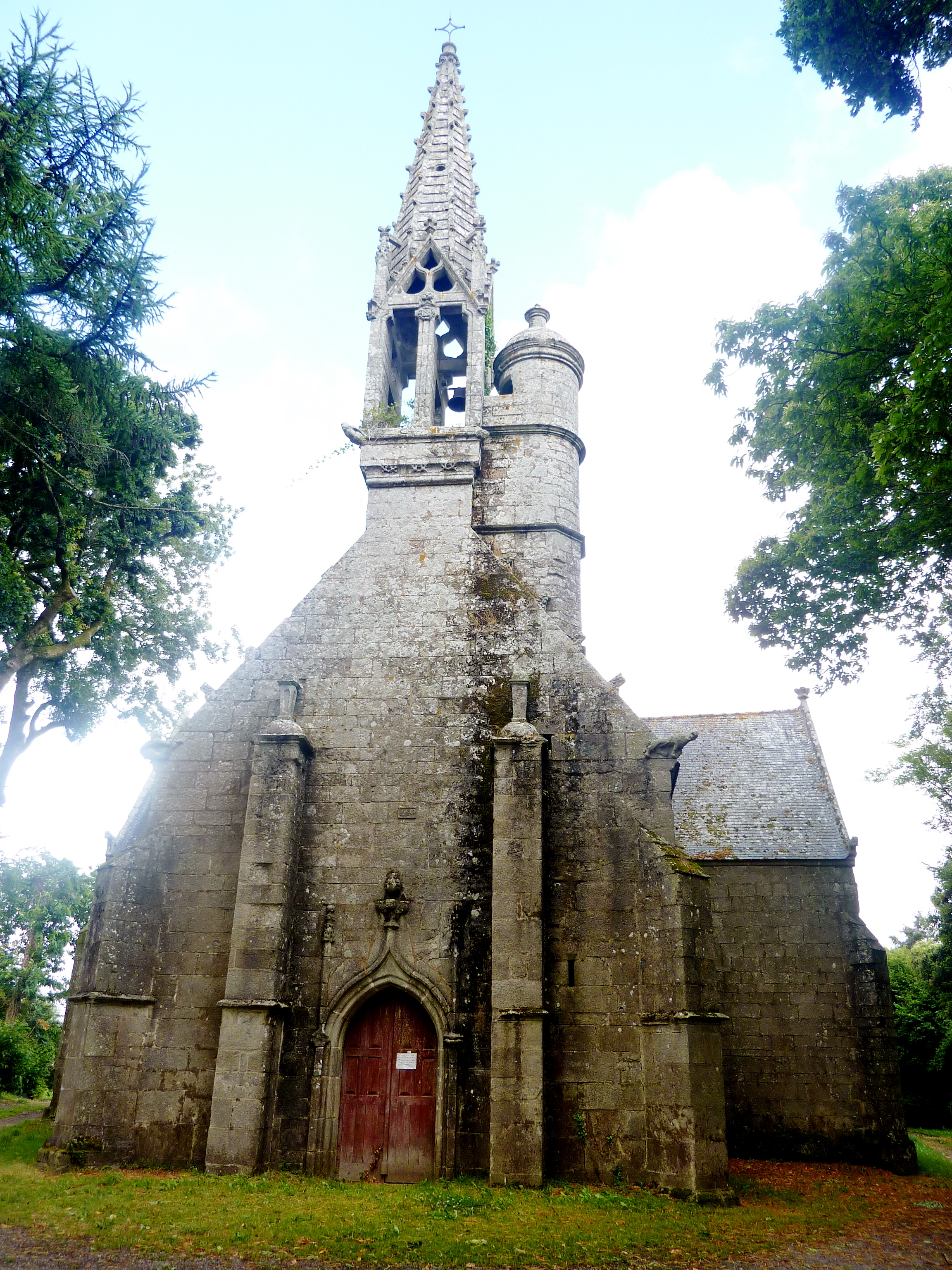
Часовня Вероника